# Yassine Boughanem
Pour les articles homonymes, voir Boughanem.
Yassine Boughanem né le 24 janvier 1994 à Bruxelles, est un boxeur de muay-thaï belgo-marocain.

## Biographie

### Jeunesse
Né à Bruxelles, il grandit dans sa ville natale dans la commune d'Etterbeek. Yassine pratique le muay-thaï depuis ses 11 ans, il a commencé dans une salle de son quartier en Belgique. À la suite de la mort de ses deux parents, celui-ci s'envole avec son frère Youssef Boughanem pour la Thaïlande à l'âge de 14 ans. 

### Carrière

#### Début en MMA
Yassine Boughanem débute le MMA au "MMA Factory" le club de Fernand Lopez. 
Il participe à son premier combat le 3 février 2022 face à Jacky JEANNE, le combat est prévu en 3 reprises de 5 minutes. Boughanem s’incline par TKO (abandon) au 2ème round à la suite d'une fracture à la clavicule gauche dès les premières minutes du combat. Il fait son grand retour le 7 février 2025 après 3 ans d'absence et bat son adversaire par soumission au deuxième round.

## Palmarès en arts martiaux mixtes
| 2 combats      | 1 victoires | 1 défaites |
| Par KO         | 0           | 1          |
| Par soumission | 1           | 0          |
| Sur décision   | 0           | 0          |

| Résultat | Record | Adversaire    | Méthode                              | Événement        | Date           | Round | Temps | Lieu          | Notes |
| -------- | ------ | ------------- | ------------------------------------ | ---------------- | -------------- | ----- | ----- | ------------- | ----- |
| Victoire | 1-1    | Fabrice Touré | Soumission (étranglement par le dos) | FAF in Octogon 2 | 7 février 2025 | 2     | 2:20  | Metz, France  |       |
| Défaite  | 0-1    | Jacky Jeanne  | TKO                                  | Ares 3           | 3 février 2022 | 2     | 0:59  | Paris, France |       |